# Romulea atrandra
Romulea atrandra är en irisväxtart som beskrevs av Gwendoline Joyce Lewis. Romulea atrandra ingår i släktet Romulea och familjen irisväxter.

## Underarter
Arten delas in i följande underarter:
- R. a. atrandra
- R. a. esterhuyseniae
- R. a. lewisiae